# Corydon (Indiana)
Corydon és un poble dels Estats Units a l'estat d'Indiana. Segons el cens del 2000 tenia 2.715 habitants.
Va ser la capital del Territori d'Indiana del 1813 al 1816, després d'haver-ho estat Vincennes.

## Demografia
Segons el cens del 2000, Corydon tenia 2.715 habitants, 1.171 habitatges, i 674 famílies. La densitat de població era de 659,3 habitants per km².
Dels 1.171 habitatges en un 25,1% hi vivien nens de menys de 18 anys, en un 40,4% hi vivien parelles casades, en un 13,3% dones solteres, i en un 42,4% no eren unitats familiars. En el 37% dels habitatges hi vivien persones soles el 19% de les quals corresponia a persones de 65 anys o més que vivien soles. El nombre mitjà de persones vivint en cada habitatge era de 2,17 i el nombre mitjà de persones que vivien en cada família era de 2,81.
Per edats la població es repartia de la següent manera: un 20,1% tenia menys de 18 anys, un 10,2% entre 18 i 24, un 24,3% entre 25 i 44, un 20,7% de 45 a 60 i un 24,8% 65 anys o més.
L'edat mediana era de 41 anys. Per cada 100 dones de 18 o més anys hi havia 80,2 homes.
La renda mediana per habitatge era de 33.823$ i la renda mediana per família de 41.630$. Els homes tenien una renda mediana de 29.159$ mentre que les dones 21.699$. La renda per capita de la població era de 20.740$. Entorn del 9,8% de les famílies i el 10,3% de la població estaven per davall del llindar de pobresa.

## Poblacions més properes
El següent diagrama mostra les poblacions més properes.